# Alte
Alte is een dorp in de gemeente Loulé in het Portugese district Faro.
Alte heeft een totale oppervlakte van 94,69 km² en telde in 2001 2176 inwoners. Alte wordt wel getypeerd als het meest karakteristieke dorp van de Algarve. Het dorp ligt in een vruchtbare streek, tussen de Serra de Monchique en de Serra do Caldeirão.

## Kerken
- Ermida de São Luís de Alte
- Igreja Matriz de Alte of Igreja de Nossa Senhora da Assunção

Almancil · Alte · Ameixial · Benafim · Boliqueime · Quarteira · Querença · Salir · São Clemente · São Sebastião · Tôr